# Carex pseudodahurica
Carex pseudodahurica är en halvgräsart som beskrevs av Andrej Pavlovich Khokhrjakov. Carex pseudodahurica ingår i släktet starrar, och familjen halvgräs. Inga underarter finns listade i Catalogue of Life.